# Slogan publicitaire

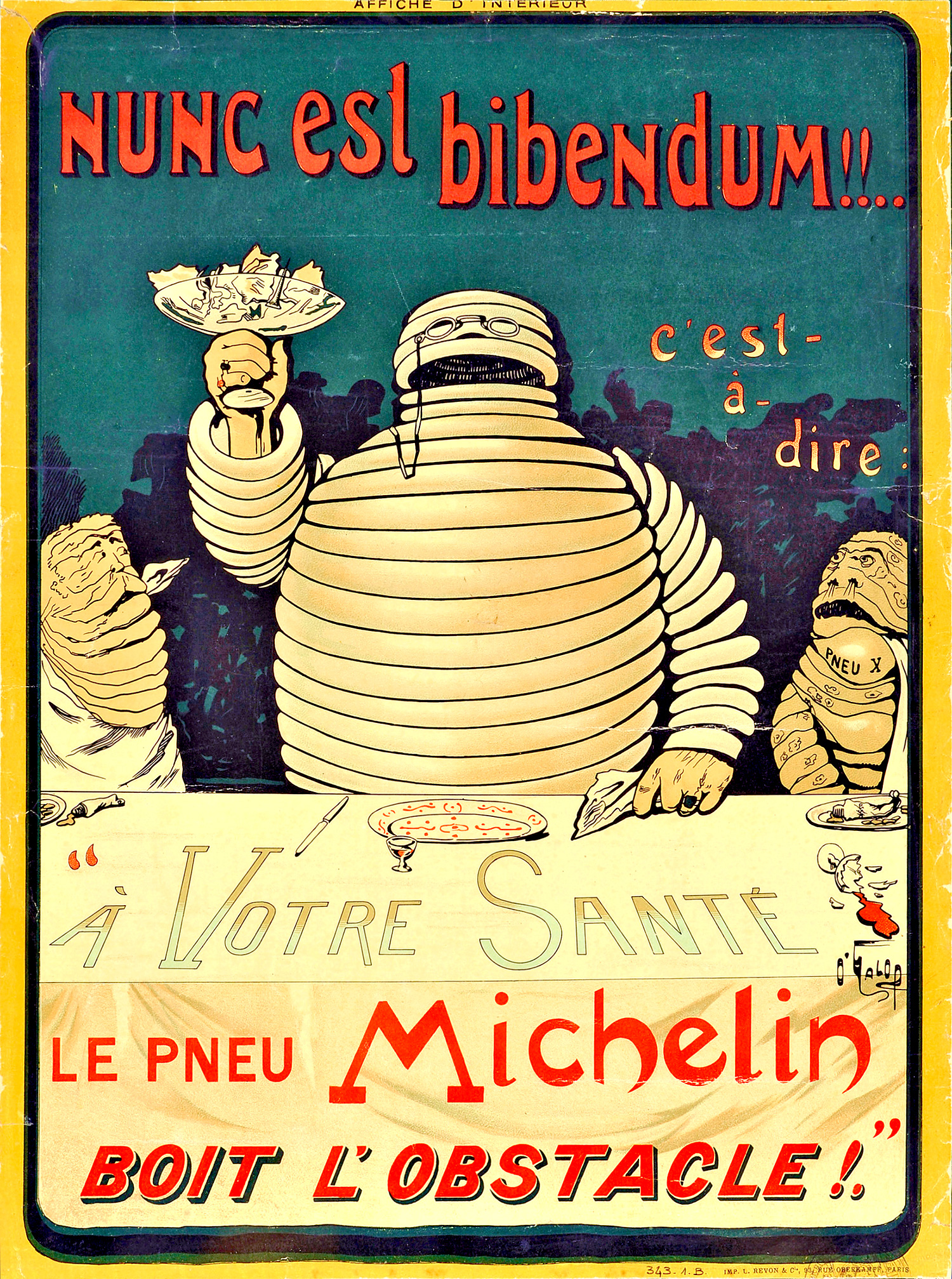
Affiche publicitaire de la marque Michelin avec son slogan (1898).

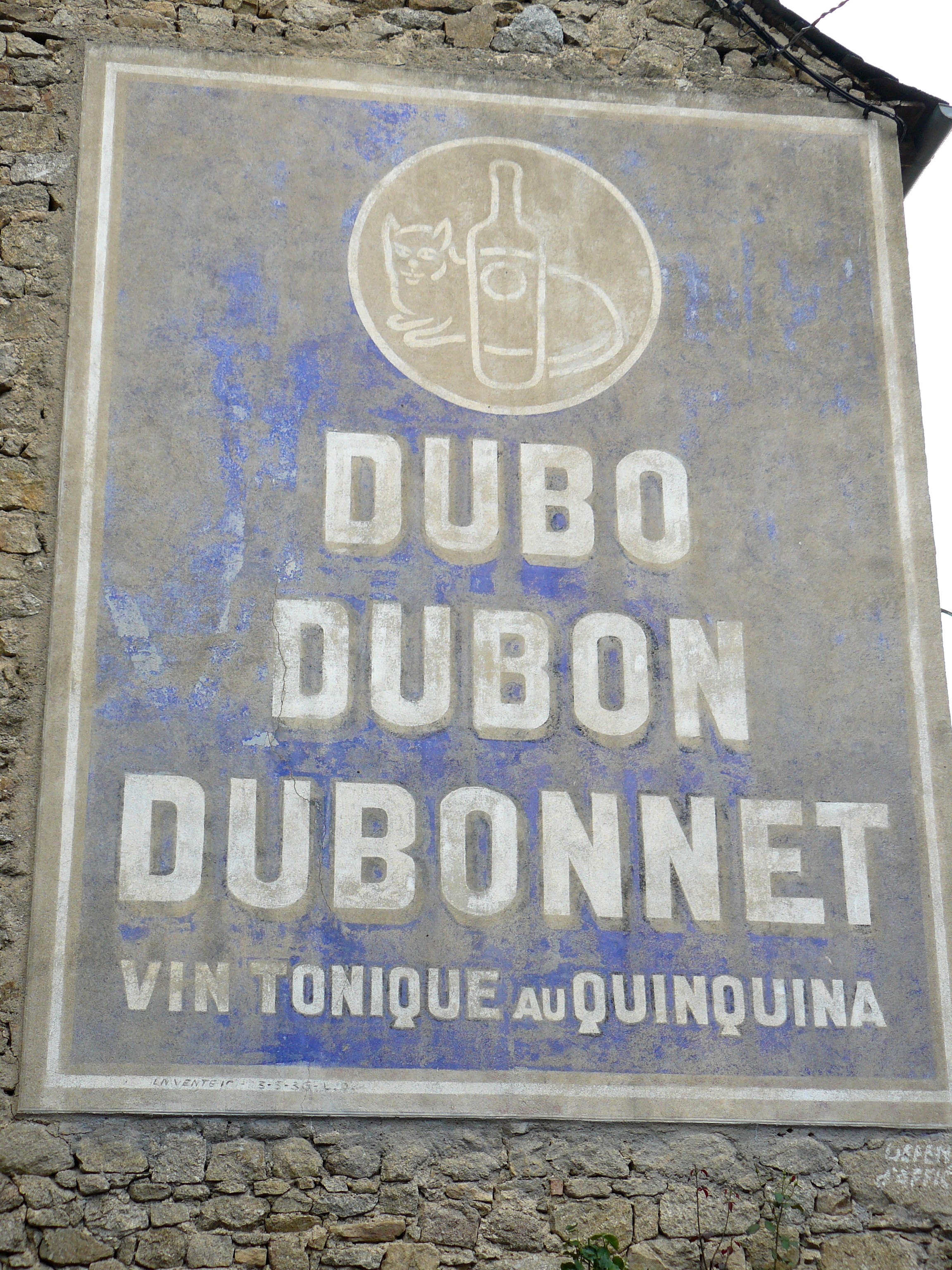
Ancienne affiche murale de la marque Dubonnet, reprenant son slogan fétiche Dubo... du bon... Dubonnet !.

Un slogan publicitaire est un outil commercial entrant dans le processus de promotion commerciale d'un produit quelconque, par le biais d'un spot publicitaire télévisé, radiodiffusé ou une bannière publicitaire sur Internet, un encart publicitaire dans un journal ou une revue, ou sous forme d'affichage urbain.
Il s'agit d'une phrase, souvent assez courte, qui a comme but d'être retenue facilement par celui qui l'entend et parfois d'associer un produit (objet du slogan) à des images positives qui inciteront le consommateur à acheter le produit.
À la télévision et la radio, les slogans sont souvent associés à un indicatif musical (plus précisément un jingle) qui, en rythmant le message publicitaire, aide le consommateur à s'en souvenir. Par ailleurs, les slogans publicitaires dans la presse, à la télévision ou par voie d’affichage sont le plus souvent associés à des logotypes bien identifiés, vecteurs de la marque.

## Règles implicites
Le slogan devant être retenu par le consommateur, ses règles d'efficacité utilisent certains procédés de la poésie, jouant sur le rythme de la phrase, sur les assonances (« Un meuble signé Lévitan est garanti pour longtemps ») et/ou sur le zeugma (« L'air était plein d'encens et les prés de verdure » —Victor Hugo), pour se cantonner volontairement à des slogans non contemporains.
Les publicitaires distinguent des termes tels que :
- l'accroche (ou « titre », la forme anglaise « headline » est aussi employée) : slogan utilisé pour un produit précis ou une campagne précise ;
- la signature (la forme anglaise baseline est également usitée) : slogan lié à la marque elle-même, qui fait partie de son identité.

## Influence dans les arts
- Jacques Dutronc a composé sa chanson La publicité avec nombre de slogans publicitaires de son époque, mais détournés[1].